# Regiunea Dodoma
Dodoma este o regiune a Tanzaniei a cărei capitală este Dodoma. Are o populație de 1.897.000 locuitori și o suprafață de 41.000 km2.

## Subdiviziuni
Această regiune este divizată în 5 districte:
- Dodoma Rural
- Dodoma Urban
- Kondoa
- Kongwa
- Mpwapwa